# Harley Hatcher
Harley Hatcher (* 1939 in Thomasville, Georgia) ist ein US-amerikanischer Songwriter und Musikproduzent. Er hat, insbesondere in den 1960ern und 1970ern, zahlreiche Songs für verschiedene Bikerfilme geschrieben. Er ist bekannt für seine enge Zusammenarbeit mit Mike Curb und dessen Label Curb Records.

## Leben
Harley Hatcher wuchs in Georgia auf und interessierte sich seit seiner Kindheit für Musik. Mit zwölf Jahren kaufte er sich eine Gitarre und brachte sie sich, genau wie später das Klavierspiel, selbst bei. Seine erste Band war die Rock-’n’-Roll-Band The Moonlightes. Nach der High School ging er zur United States Army. Dort kam er 1960, als er mit dem 102nd Signal Battalion in Kaiserslautern stationiert war, mit Richard Polodor, dem Produzenten von Sandy Nelson, in Kontakt. Dieser engagierte Harley und seine damalige Band für einige Auftritte in seiner All-Army Entertainment Show. Polodor lud ihn später ein, in Los Angeles einige Songs aufzunehmen und empfahl ihn weiter. 1964 begann er als Songwriter und Produzent für Mike Curb und Sidewalk Productions zu arbeiten. Er schrieb unter anderen den Surf-Hit Apache ’65 für Davie Allan and The Arrows, bei dem er selbst Akustikgitarre spielte. Zu seinen bekanntesten frühen Werken zählen außerdem die Songs der Soundtracks zu Die wilden Engel (1966) und Die Cadillac-Bande von San Francisco (1968). Einige Songs erschienen auch in den Zeichentrickserien Hot Wheels und Cattanooga Cats von Hanna-Barbara. 1969 gründete Harley Pendulum Productions und Leo The Lion Music Publishing. Über beide Labels veröffentlichte er Soundtrack-Alben. Er schrieb Songs für die Filme Die Sadisten des Satans (1969), Die Krücke (1970), Sie nannten ihn Pretty Boy Floyd (1970), Hard Rider (1971) und Ein Bastard schlägt zu (1973).
1970 war er Co-Songwriter des Songs All for the Love of Sunshine für Hank Williams Jr. Der Film war Teil des Soundtracks zu Stoßtrupp Gold (1970) mit Clint Eastwood und Donald Sutherland. Der Song erhielt einen BMI Award. 1972 erwarb MGM Records die Rechte an Leo The Lion Music Publishing und Harley begann für das Label zu arbeiten. Er wurde später Leiter der Country-Abteilung und schrieb unter anderem für Solomon Burke, Eddy Arnold, Kenny Rogers und Ray Stevens.
1974 gründete er mit seinem Bruder Artists of America Records, auf dem Künstler wie Rufus Thomas, Johnny Desmond, Robert Goulet und Richard Roundtree ihre Musik veröffentlichten. Er schrieb und produzierte auch Paul Delicatos Hits Ice Cream Sodas & Lollipops & A Red Hot Spinning Top und Cara Mia, die beide die Top 10 der Billboard-Charts erreichten.
1987 kehrte er zu Mike Curb und damit Curb Records zurück, wo er mit LeAnn Rimes, The Judds und den Bellamy Brothers zusammenarbeitete. Von 1987 bis 1998 und von 2006 bis heute arbeitet er als Senior Consultant. Von 1999 bis 2006 war er Senior Vice President von Curb Records. In seiner Karriere nahm er mehr als 100 Songs auf.
Hatcher hat einen Lehrauftrag an der Belmont University in Nashville, Tennessee. Dort unterrichtet er „Music Business Strategies“.

## Privatleben
Harley Hatcher lebt derzeit in Los Angeles zusammen mit seiner Frau. Aus der Ehe gingen zwei Kinder hervor.